# История Хэккеля
«История Хэккеля» (англ. Haeckel's Tale) — двенадцатая серия первого сезона сериала Мастера ужасов. Впервые серия была показана 27 января 2006 года. Режиссурой серии занимался Джон Макноутон (изначально планировалось, что режиссёрское кресло займёт Джордж Ромеро). Серия снята по рассказу Клайва Баркера. Сценаристом выступил Мик Гаррис.

## Сюжет
Действие серии происходит в XIX веке. Молодой учёный-медик Эрнст Хэккель (Дерек Сесил) фанатично увлечён проблемой жизни и смерти. Однажды услышав об экспериментах доктора Франкенштейна, он увлёкся их воплощением. Собирая нужную информацию для разработки своей теории Хэккель знакомится с Монтескино (Джон Полито) — человеком занимающимся воскрешением мёртвых. Первая их встреча не предоставила оснований верить в деятельность Монтескино. Однако при второй встрече Хэккель убеждается в обратном.

## В ролях
| Актёр            | Роль           |
| ---------------- | -------------- |
| Дерек Сесил      | Эрнст Хэккель  |
| Джон Полито      | Монтескино     |
| Стив Бачич       | Джон Ролстон   |
| Пабло Коффи      | Честер         |
| Том МакБит       | Вольфрам       |
| Джерард Планкет  | доктор Хаузер  |
| Лила Саваста     | Элиза Вольфрам |
| Джилл Моррисон   | Рэйчел         |
| Уоррен Киммел    | Фарон          |
| Мики Монселл     | Миз Карнейшен  |
| Кристофер Делиль |                |